# تمثيل زمرة منتهية
في الرياضيات، الزمرة هي عبارة عن بنية جبرية تتكون من مجموعة ذات قانون تركيب داخلي وَحِيدْ، وهذا الأخير يحقق بعض الخصائص، فهو تجميعي، ويحتوي على عنصر محايد وجميع عناصره تقبل مقلوباً، أما الزمرة المنتهية فهي زمرة عدد عناصرها منتهٍ، يُخفي هذا التعريف البسيط أنه يمكن لبِنْيَتُها أن تُصبح معقدة كثيرا إذا كانت رتبتها كبيرة، أي عدد عناصرها أكبر، أما تمثيل زمرة منتهية فهو طريقة لدراسة مثل هذه البنية، إنه بمثابة دراسة الزمرة كمجموعة من التمثيلات في الفضاء الإقليدي، على سبيل المثال، يمكن تمثيل زمرة التبديلات لمجموعة مكونة من ثلاثة عناصر كزمرة التطبيقات الخطية للمستوى فنجد عموماً ثابت وهو مثلث متساوي الأضلاع مركزه نقطة الأصل.
يمكن تفكيك التمثيل إلى عناصر بسيطة، تسمى تمثيلات غير قابلة للاختزال ويكون عددها منتهٍ، وهي تمثل الحجر الأساس الذي يُمكِّن من بناء جميع التمثيلات، وتلعب الهندسة الإقليدية دورًا في هذا المجال. كل تمثيل فُكِّك إلى تمثيلات غير قابلة للاختزال يمكن أن يُعَمَّلَ على فضاءات أصغر كلها متعامدة مع بعضها البعض. وهناك طريقة لدراسة تمثيل معين وذلك باعتبار التطبيق الذي يربط عنصر من عناصر الزمرة، بمجموع معاملات المصفوفة التي تُمَثل صورة التطبيق الخطي، وهذا التطبيق نسميه حرف التمثيل، وهو أيضا جزء من الفضاء الإقليدي الذي يسمى فضاء الدوال المركزية، وتتكون القاعدة نظامية التعامد لهذا الفضاء من أحرف التمثيلات غير القابلة للاختزال وحِساب إحداثيات كل حرف في هذه القاعدة هو ما يَجعلُ التفكيك إلى عناصر بسيطة ممكناً، كما هو الحال في الجبر، تكون الدراسة أبسط إذا استخدمنا أرقامًا خيالية في الفضاء المتجهي، وبعد ذلك يُعرَّف الجداء السُّلَمي المذكور هنا بأعداد معقدة، ونتحدث أحيانًا عن الجداء الهيرميتي والهندسة الهيرميتية.
تاريخيا، ظهرت هذه النظرية لتجيب على سؤال في نظرية غالوا، دراسة حلول المعادلة متعددة الحدود تؤدي إلى دراسة تمثيل زمرة تسمى زمرة غالوا. في النصف الثاني من القرن التاسع عشر، حاول الرياضياتي الألماني ديدكايند، البحث عن تعميل لمعادلة من الدرجة الرابعة من زمرة غالوا، إذ وجد أن المهمة ليست سهلة، لأن مثل هذه الزمرة تُمَثّل ب24 مصفوفة من كل 24² = 576 عامل. فلم ينجح، فكتب إلى فرديناند جورج فروبنيوس، الذي سرعان ما فهم لماذا الأحرف هي الإجابة على هذا السؤال الحساس وهي الحل لهذه الصعوبة. وتوقع فروبنيوس أن لديه نهج مثمر هنا، مما فتح الطريق لنظريته الواسعة، مصدر التقدم في نظرية الزمر.
تقدم هذه النظرية في الواقع أدوات قوية لتوضيح نظرية الزمر المنتهية، مما يسمح على سبيل المثال بتحديد مدى قابلية الزمرة للحلحة وفقًا لرتبتها. وبالطريقة المختصرة، تَمْثِيل الزمر المنتهية هو الأداة الأساسية لتصنيفها، ولا تتوقف المساهمة الجبرية عند هذا الحد، فقد أُضِيفَتْ تطبيقات خطية، جعلت من الممكن تحديد حلقة رياضية، وإذا أخذنا بعين الاعتبار الفضاء المتجهي الناتج عن صور الزمرة، تتداخل أدوات تمثيل زمرة منتهية في دراسة بنية الحلقة، كما يتضح من نظرية آرتن ويدربورن، في الأخير، تُعدُّ نظرية غالوا، هي مصدر عمل فروبنيوس، ومن خلال نظرية الحقول الفصلية أو تلك الموجودة في برنامج لانجلاندس، يكون تمثيل الزمر في صميم البحث الرياضي الحالي.

## تاريخ

### ما قبل التمثيلات

#### نظرية الزمر المنتهية

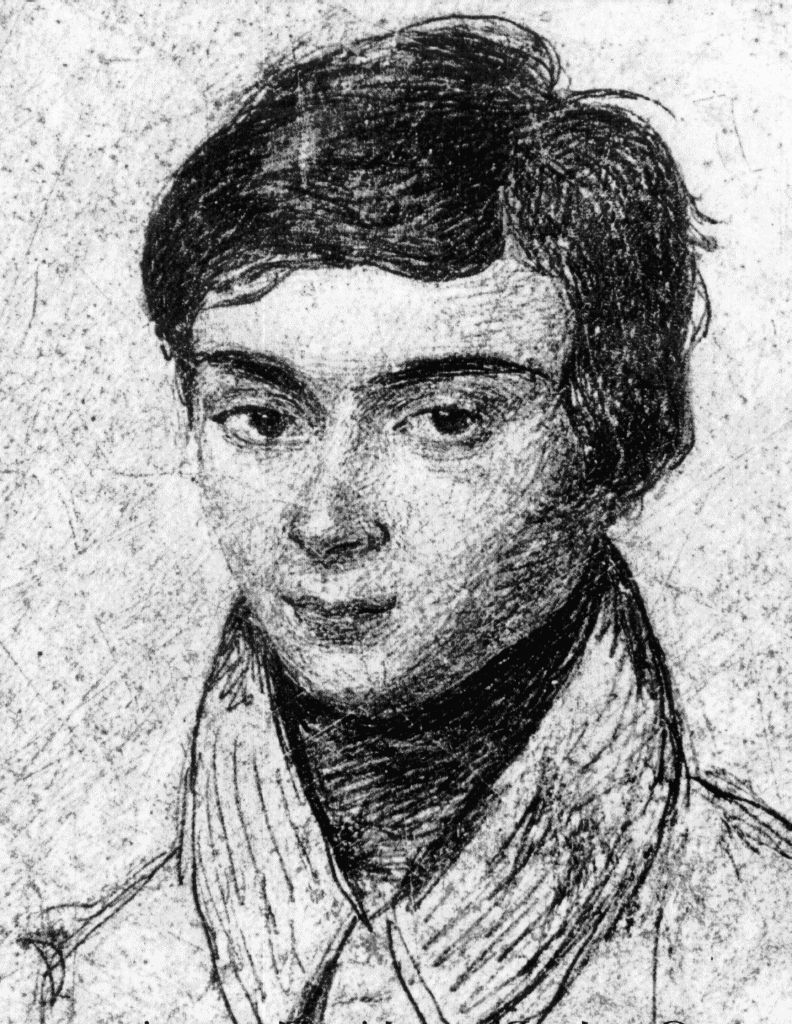
ايفاريست غالوا (1811-1832).

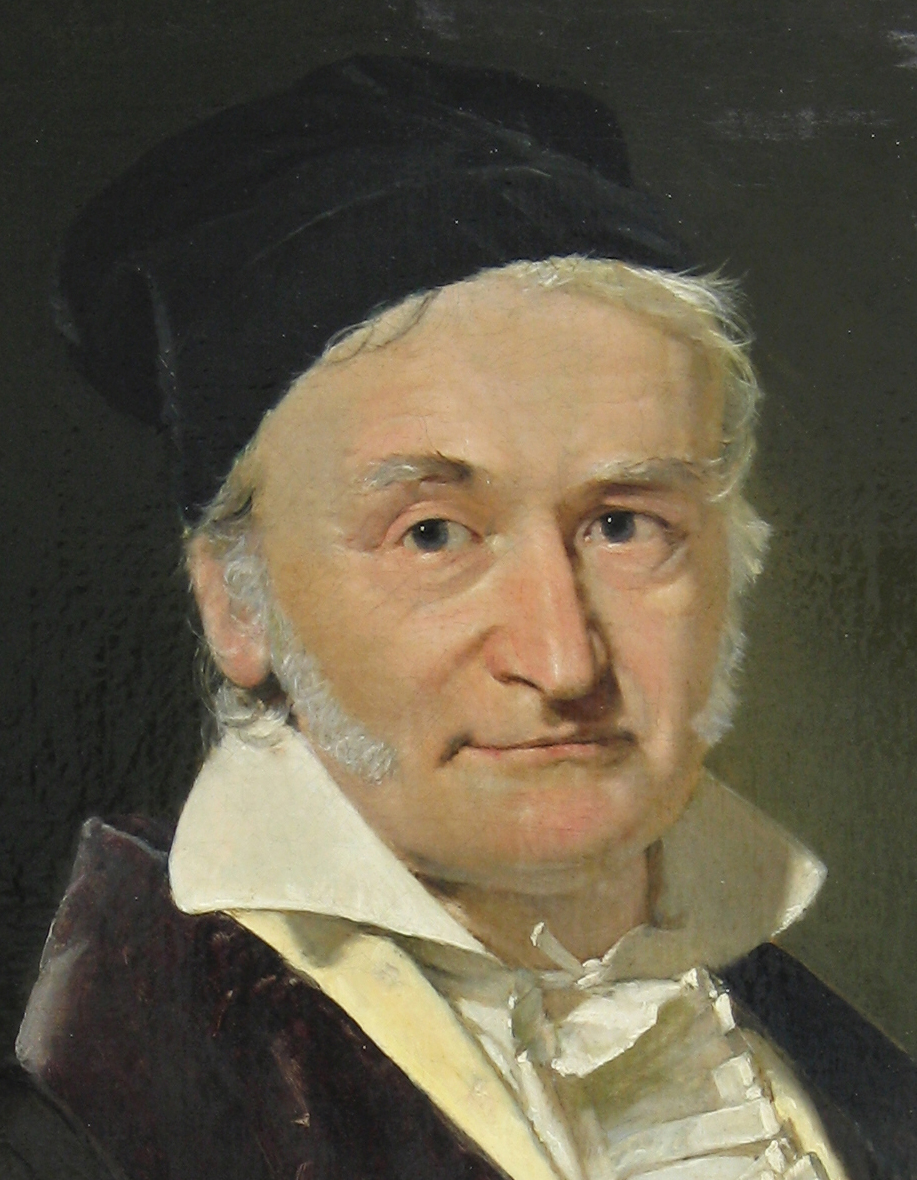
كارل فريدريش جاوس.

نظرية الزمر لها أصولها في دراسة زمرة تقابلات زمرة منتهية، هذا المفهوم، يسمى بالتبديل، وحتى القرن السابع عشر على الأقل، استَخْدَم الياباني سيكي تاكاكازو (1642 - 1708) والألماني  غوتفريد لايبنتس (1646 - 1716) التباديل ومفهوم التوقيع لتعريف المحددة في فضاءات ثلاثية أو رباعية الأبعاد، أما الاستخدام الأكثر منهجية فهو عمل لاغرانج  وفاندرموند  في إطار المعادلة متعددة الحدود، ومن ناحية أخرى، لا تعتبر مجموعة التباديل، في أي من الحالات المذكورة، بمثابة بنية تَتضمَّنُ قانوناً داخلياً.
شهد مطلع القرن التاسع عشر مساهمة ذات أهمية أساسية في نظرية الزمر المنتهية، ففي عام 1801، استَخدم كارل فريدريش غاوس  الزمر الدائرية لإيجاد الحساب المعياري ولحل المعادلة السيكلومترية بمؤشر عدد فيرما الأولي. استُخدمت مؤخراً مجموعة منتهية تحتوي على عملية داخلية لتعطي بنية للزمرة، تصبح معرفة مثل هذه البنية ضرورية لأي عالم رياضيات يدرس الحساب، ومع ذلك، لم يعترف غاوس طوال حياته بأهمية أو فائدة هذه الصياغة.
قام إيفاريست غالوا (1811-1832)، وإتماماً لأعمال  عالم الرياضيات النرويجي نيلز أبيل (1802-1829)، بتحقيق قفزة كمؤسس لعلم الجبر الحديث. عن طريق مسألة المعادلة الجبرية، حيث اكتشف  ليس فقط نطاق المجال التطبيقي للبنية، بل أكثر من ذلك، حيث وجد بنيات جديدة لمفهوم الزمرة المجردة. ولم يلقى حجم عمله هذا اهتماماً من قبل المجتمع إلا بعد مرور خمسة عشر عامًا، عندما أعاد  جوزيف ليوفيل اكتشاف كتابات غالوا في عام 1846 ووضع نظرية الزمر المنتهية باعتبارها موضوعا من المستوى الرفيع، ونشر أوغستين كوشي خمسة وعشرون مقالاً حول هذا السؤال، بما في ذلك مقالةً عن نظريته الشهيرة. وقدم آرثر كيلي أول تعريف تجريدي للزمرة،  وامتد مجال تطبيقه، حيث لاحظ فيليكس كلاين في عام 1877، أن زمرة تقايسات تغير عشروني السطوح متساوية الشكل مع زمرة غالوا لمعادلة من الدرجة الخامسة، ومنذ ميلاد الهندسة الجبرية، تلعب الزمر المنتهية فيها دور رئيسي. ولزيادة المعرفة بالموضوع، في عام 1872 وضع لودفيج سيلو نظرياته الشهيرة. وفي عام 1895 قدم هاينريش فيبر تعريفاً حديثاً للزمرة.

#### الحرف وزمرة التشاكل الذاتي

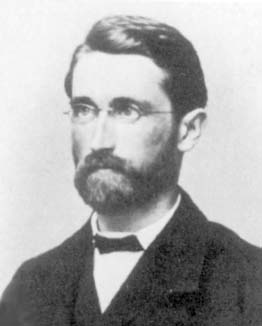
ريتشارد ديدكايند (1831-1916)، مؤسس نظرية محددات الزمرة، لإيجاد التمثيلات.

يُمثل الحرف أداة أساسية لتمثيل الزمر. إنه يتوافق، مع النظرة الحديثة، في أثر التشاكلات الذاتية المختلفة المُقابِلة للزمرة الممثلة.
يمكننا أن نستشهد برمز ليجاندر، في القرن السابق، لتفسير قانون التقابل التربيعي، كمثال أول للحرف، وعلى مقربة من هذا الرمز، استخدم غوستاف دركليه لأول مرة مصطلح الحرف  لدالة جداءية.
قام ريتشارد ديدكايند بنقل الأفكار المرتبطة بالزمر المنتية. وعرف رسميا مفهوم حرف زمرة تبادلية منتهية بمثابة تشاكل لهذه الزمرة في الأعداد المركبة غير المنعدمة. ومعروف أيضا أن الأحرف تكون علاقاتها متعامدة، ولكن فقط في السياق التبادلي.
أخيرًا، فكرة زمرة منتهية لتشاكل ذاتي لم تكن غير معروفة بشكل كبير. وفي عام 1870، درس كاميل جوردان زمرات غالوا  كزمرة من المصفوفات التي أطلق عليها الزمرة الخطية، وقام بدراستها في حالة الحقول المنتهية الأولية، يعني عمدتها عدد أولي، وتعامل مع حالة تحليل تشاكل ذاتي وحيد إلى عوامل. وكان فيليكس كلاين، منذ برنامجه الشهير إرلَنغن، على دراية بهذا المفهوم. وقاما ليوبلد كرونكر وريتشارد ديدكايند بتطوير وبناء نظرية الحلقات والحقول. لا يمكن تعريف زمرة غالو فقط بواسطة التشاكلات الذاتية ولا كزمرة تبديلات للجذور.
إذا كانت فكرة تجسيد زمرة منتهية كعائلة من التشاكلات الذاتية مفهومة تمامًا في نهاية هذا القرن، فإنها تواجه صعوبة حقيقية. على سبيل المثال، بالنسبة للمعادلة من الدرجة الرابعة، عندما تكون الزمرة تضم 24 عنصرًا، كل منها يتوافق مع مصفوفة 24 × 24. وطور ديدكايند طريقة أخرى وهي محددات الزمر.
في عام 1896، طُوِّرَت نظرية الزمر المنتهية بشكل كبير، وكذلك الأدوات اللازمة لتطوير نظرية التمثيلات. ومع ذلك، فإن الحجم والتعقيد الحسابي يمثلان حاجزًا لم يجد ديدكايند طريقة للتغلب عليه. فقام في 25 مارس و6 أبريل 1896 بإرسال رسالتين إلى فرديناند جورج فروبنيوس حول هذا الموضوع،  ولم يكن المُسْتَقْبِلُ مبتدئًا، فقد برهن، على سبيل المثال، نظريات سيلو في حالة الزمر التجريدية  وأعاد مع لودويغ سكيلكلبر صياغة تجريد نظرية كرونكر حول بنية الزمر التبادلية المنتهية.

### ميلاد النظرية (1896)

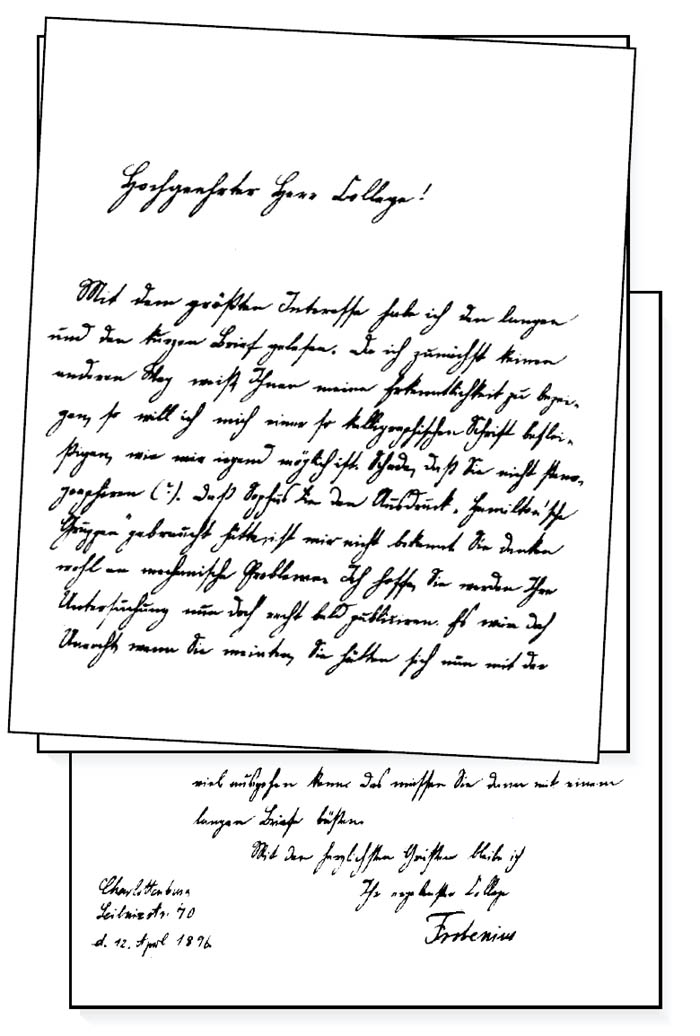
رسالة من فروبنيوس إلى ديدكايند في 12 أبريل 1896.

هناك القليل من النظريات التي لها تاريخ ميلاد محدد. الزمر على سبيل المثال ظهرت شيئًا فشيئًا، من لاغرانج إلى التعريف الدقيق لويبر، حيث تطورت ببطيء وباستمرار. باستثناء نظرية التمثيل، حيث يربط المؤرخون وبشكلٍ منهجي مولدها بشهر أبريل  1896.
رد فروبنيوس على ديدكايند بثلاثة خطابات في الأيام 12 و 17 و 26 من هذا الشهر. وكان مُدركاً بأن نهجه هو أساس نظرية واسعة وكتب بسرعة في التعاملات التأسيسية.
في 16 يوليو، نشر مقالته الأولى. وهذا اقتباس منها:
لم تعد الحروف تقتصر على حالة التبادلية، وهذا هو المفتاح الأول لنجاحها.
هذا التعميم يسمح بتعميل محددة الزمرة، مما أدى إلى المنشور الثاني. وفي الأخير، إن وجود جداء هرميتي طبيعي يشكل قاعدة طبيعية متعامدة من الحروف غير القابلة للاختزال، وهذا ما وَفّر موضوع المقالة الثالثة. ونشرت جميع هذه النتائج في نفس العام.
في نهاية عام 1896، لا يزال هناك الكثير مما ينبغي عمله. مفهوم التمثيل ليس واضحاً، ويبقى موضوع الدراسة هو محددة الزمرة. ولا يُطَبَّقُ مفهوم عدم القابلية للاختزال هنا، ولا تسمح تقنية الامتداد بتحليل الزمرة من زمراتها الفرعية، والعلاقة بين التمثيل وعلم الحساب غير مثبتة والحالة الوحيدة التي دُرِست هي الأعداد المركبة. ومع ذلك، فقد سمح تعميم الحروف بحدوث قفزة مهمة وتنبؤات بميلاد نظرية مع عواقب غنية.

### نمو النظرية (1897-1917)

#### فروبينوس
فكرة التأسيس كانت خصبة، حيث وجدت إجابات سريعة للأسئلة المختلفة المرتبطة بالنظرية، وبقي فروبينيوس رائداً رئيسياً، فهو نشر -حتى نهاية حياته- عشرين مقالة عن نظرية الزمر المنتهية،  وخاصة حول موضوع التمثيل. في عام 1897، ستظهر مفاهيم التمثيل وعدم القابلية للاختزال  وأيضا إذا كانت هناك العديد من التطورات الضرورية فإن الحروف ستتخذ تعريفاً حديثاً، لتكون هي أثر التمثيل. وإثراء البنية بواسطة مفهوم جبر الزمر، الموجود أيضًا في هذه المقالة، في حالة الأعداد المركبة أو شديدة التركيب. استعار فروبينيوس من عالم الرياضيات ثيودور مولين [الإنجليزية] الذي قام، بشكل مستقل تمامًا،  بالعمل على الحرف نصف البسيط من الجبر المرتبط. إذا كان فروبينيوس قد أدرك أهمية عمله، فإن مولين لم يلاحظ ذلك أساسًا. في العام التالي، اكتشف فروبينيوس الطريقة الأولى للامتداد  المقابلة للتمثيل المستقرأ، وأعاد إنشاء صيغة التعاكس والتي تحمل الآن اسمه. في عام 1899، أنشأ  صيغ الجداء الموتر للحروف في حين أن مفهوم موتر الجداء لا زال غير رسمي، فهو يتحدث عن التركيب. في عام 1900، حدد علماء الرياضيات  حروف الزمر المتماثلة وفي السنة الموالية الزمر البديلة. 

### وصلات خارجية
- فنسنت بيك (2005–2006). "أعمال تطبيقية لتمثيلات الزمر المنتهية" (PDF). مؤرشف من الأصل (PDF) في 2019-03-23.{{استشهاد ويب}}:  صيانة الاستشهاد: تنسيق التاريخ (link) من دروس الماستر الفرنسي لميشيل برو  [لغات أخرى]‏ (جامعة باريس ديديرو), مع التصحيح
- نسيت يوين لام. "تمثيل الزمر المنتهية: مائة سنة، الجزء الثاني". مؤرشف من الأصل (ps) في 2016-03-08.
- (بالإنجليزية) Peter Webb, تمثيلات زمرة منتهية للرياضيات البحتة

### كتب
- نيكولا بورباكي، عناصر الرياضيات، الجبر، الجزء الثامن.
- بيير كولميز، عناصر التحليل والجبر (ونظرية الأعداد)، طبعة المدرسة متعددة التكنولوجية. قراءة عبر الإنترنت نسخة محفوظة 9 أبريل 2013 على موقع واي باك مشين.
- (بالإنجليزية) « تمثيل زمرة و التحليل التوافقي: من أويلر إلى لانجلاندس، الجزء الثاني », في إعلامات مجتمع الرياضيات الأمريكي, vol. 43, no 5, 1996 [النص الكامل]